# Jang Dong-gun
Jang Dong-gun (kor. 장동건, ur. 7 marca 1972 w Yongsan-gu pod Seulem) – południowokoreański aktor teatralny, filmowy i telewizyjny, piosenkarz.
Studiował na Korea National University of Arts. Zadebiutował w serialu Our Heaven w 1993. Nagradzany kilkoma południowokoreańskimi nagrodami filmowymi, zyskał światowy rozgłoś rolą w filmie Braterstwo broni z 2004 w reżyserii Kang Je-gyu. W filmie tym, opowiadającym o wojnie koreańskiej, wcielił się w rolę Jin-tae.
Jest mężem południowokoreańskiej modelki i aktorki Ko So-young.

## Filmografia
- Holiday in Seoul (1997)
- First Kiss (1998)
- Love Wind Love Song (1999)
- Nowhere to Hide (1999)
- Anarchists (2000)
- Friend (2001)
- Utracona pamięć (2002)
- Strażnik wybrzeża (2002)
- Braterstwo broni (2004)
- Przysięga (2005)
- Typhoon (2005)
- Good Morning, Mr. President (2009)
- Droga wojownika (ang. The Warrior’s Way) (2010)
- My Way (2011)

### Seriale
- Suits jako Choi Kyung-seo (KBS2, 2018)

## Dyskografia
- 1993: Jang Dong-kun
- 1994: Friendship: Dong-gun Jang, Chul Jun
- 1995: Fly
- 1998: Bon-seung & Dong-gun